# Anatoli Tichonowitsch Martschenko
Anatoli Tichonowitsch Martschenko (russisch Анатолий Тихонович Марченко; * 23. Januar 1938 in Barabinsk, Oblast Nowosibirsk, Russische SFSR, Sowjetunion; † 8. Dezember 1986 in Tschistopol, Tatarische ASSR, Russische SFSR, Sowjetunion) war ein sowjetischer Dissident, Autor und Menschenrechtler. Wegen seiner Kritik an der sowjetischen Regierung wurde er mehrmals inhaftiert.

## Biografie
Martschenko wurde als Sohn eines Eisenbahnarbeiters in Barabinsk in Sibirien geboren. Nach acht Jahren verließ er die Schule und war Mitglied des Komsomol. Martschenko arbeitete als Bauarbeiter beim Bau von Wasserkraftwerken und wurde damals das erste Mal inhaftiert. Nach einem Versuch, 1960 in den Iran zu flüchten, war er von 1960 bis 1966 erneut inhaftiert, zeitweise im Zentralgefängnis Wladimir. Darüber schrieb er in dem 1969 in New York und Frankfurt am Main erschienenen Buch Meine Aussagen.
Er wurde zum politischen Dissidenten. Unter anderem war er Gründungsmitglied der Moskauer Helsinki-Gruppe und warnte die Tschechoslowaken vor den Sowjets, was ihm erneut eine Strafe einbrachte. Der KGB bot ihm an, nach Israel auszuwandern, was er jedoch ablehnte, da zwar seine Frau Jüdin sei, er jedoch nicht. Wegen seines Verbannungsberichtes Von Tarussa nach Tschunski wurde er 1981 in das Gefängnis UE148/2 in Tschistopol eingewiesen, in dem er Anfang Dezember 1986 nach einer Gehirnblutung starb. Insgesamt war er sechsmal verurteilt worden und hatte 19 Jahre im Gefängnis verbracht.
Martschenko war der zweite Ehemann von Larissa Bogoras. Er wurde 1988 postum mit dem Sacharow-Preis geehrt.

## Schriften
- Meine Aussagen (S. Fischer, Frankfurt am Main, 1969)
- From Tarusa to Siberia (Strathcona, Michigan, 1980)
- To Live Like Everyone (Henry Holt & Co., New York, 1989)